# Dialium bipindense
Espèce
Synonymes
- Dialium connaroides Baker f.[2]
- Dialium fleuryi Pellegr.[2]

Dialium bipindense est une espèce de plantes à fleurs du genre Dialium de la famille des Fabaceae (ex-Leguminosae).

## Taxonomie
L'épithète spécifique bipindense fait référence à Bipindi, une localité située au sud du Cameroun.